# 13368 Wlodekofman
13368 Wlodekofman è un asteroide della fascia principale. Scoperto nel 1998, presenta un'orbita caratterizzata da un semiasse maggiore pari a 2,9520940 UA e da un'eccentricità di 0,0770438, inclinata di 2,79293° rispetto all'eclittica.